# Contea di Barren
La contea di Barren (in inglese Barren County) è una contea dello Stato del Kentucky, negli Stati Uniti. La popolazione al censimento del 2000 era di 38 033 abitanti. Il capoluogo di contea è Glasgow